# Henk Ester
Henk Ester (Rotterdam,  1952) is een Nederlandse dichter.
Hij studeerde geografie en filosofie in Utrecht. Tot eind 2018 werkte hij als redacteur bij de Automatisering Gids.
Ester debuteerde in 2013 met de bundel Bijgeluiden. Tevens publiceerde hij in literaire tijdschriften als De Gids, Poëziekrant en Septentrion. Hij droeg zijn poëzie voor op verschillende podia.
In 2013 ontving Ester de C. Buddingh'-prijs voor het beste poëziedebuut van het jaar 2013 met zijn bundel Bijgeluiden. Hij gaf concerten met organist en componist Klaas Hoek.

## Werken
- Bijgeluiden (2013)
- E-groot is rood (2016)
- Het vermoeden van Witten (2018)
- Wiskunde van lyriek (2021)
- Kameren van Vuur (2023)

- Bibliothèque nationale de France: cb16729826p (data)
- Digitale Bibliotheek voor de Nederlandse Letteren: este009
- Gemeinsame Normdatei: 1034067656
- International Standard Name Identifier: 0000 0004 0319 6387
- Library of Congress Control Number: n2016024752
- Nederlandse Thesaurus van Auteursnamen: 354880047
- Virtual International Authority File: 299661956
- WorldCat: E39PBJht8xBrtt66JbFMvvrrMP